# Bia Doria
Beatriz Maria Bettanin Doria, mais conhecida como Bia Doria (Pinhalzinho, 8 de maio de 1960), é uma artista plástica brasileira. É casada com João Doria, ex-governador do estado de São Paulo, tendo sido primeira-dama do estado de São Paulo e presidente do Fundo Social de São Paulo de 2019 a 2022, além de primeira-dama da cidade de São Paulo de 2017 a 2018.

## Biografia
Nascida em Pinhalzinho, Santa Catarina, Bia Doria é filha de imigrantes italianos. Radicada em São Paulo desde 1980, mantém seu ateliê no bairro Vila Nova Conceição, na capital paulista. Seu trabalho artístico utiliza resíduos de floresta de manejo, árvores nativas resgatadas de queimadas, desmatamentos, fundos de rios e barragens. Suas esculturas exploram formas da natureza, com foco em estética e engajamento ecológico.

## Carreira artística

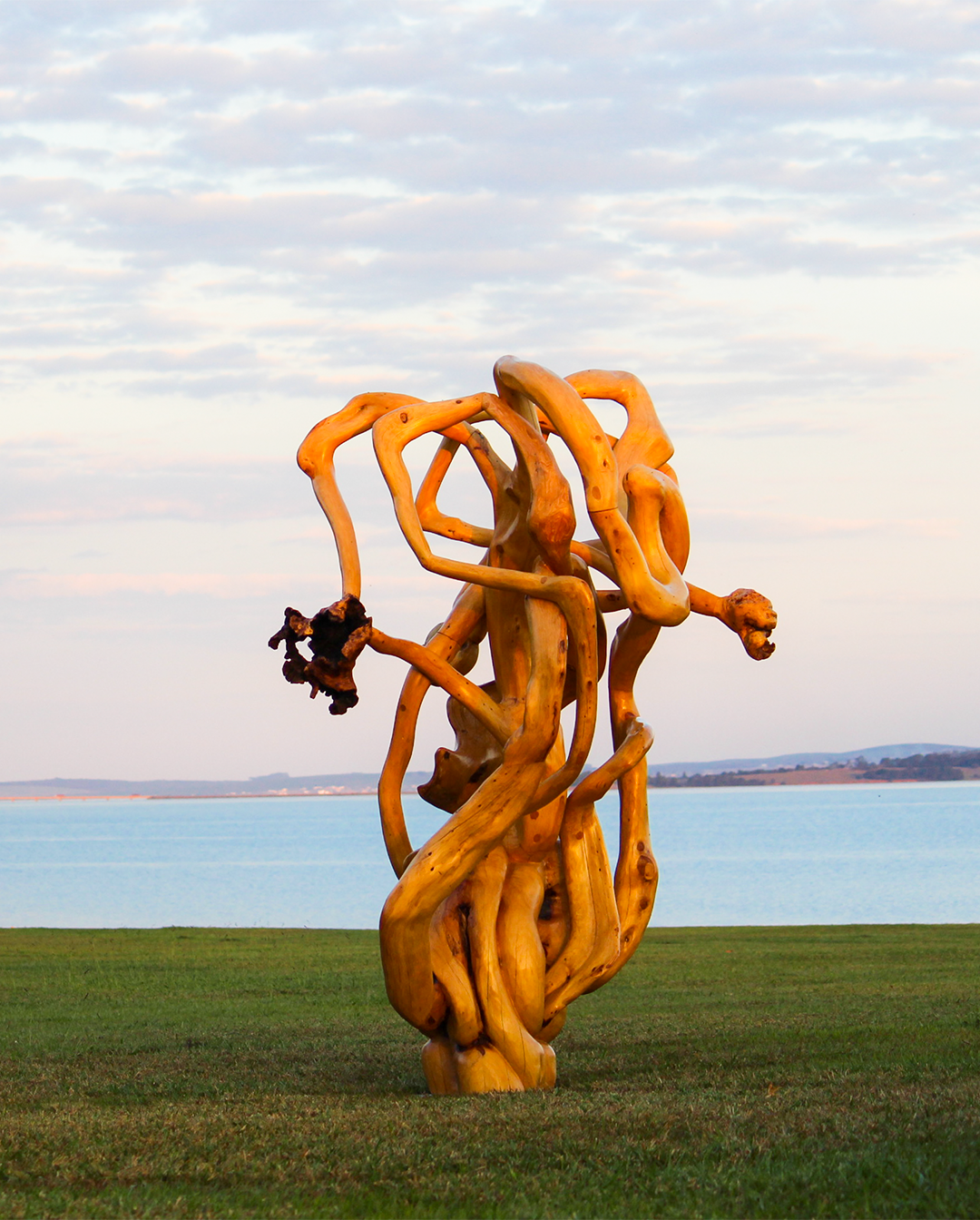
Escultura "Bailarina da Natureza", de Bia Doria

Bia Doria tem exposto suas obras em diversos eventos no Brasil e no exterior, incluindo França, Alemanha, Estados Unidos, Itália e Coreia do Sul. Suas esculturas são feitas a partir de materiais naturais, com ênfase na sustentabilidade. Ela também publicou dois livros: Flor da Terra (2010) e Raízes do Brasil (2014), e participou do documentário Raízes do Brasil, dirigido por Waldemar Tamagno.

## Prêmios
- 2015 - 4º prêmio na categoria Escultura na 10° Biennale Florence, Florença,Itália;[6]
- 2016 - 1º lugar na categoria escultura em Tivoli - Scuderie Estensi, Roma, Itália;[7]
- 2016 - 34º prêmio internazionale “FONTANE DI ROMA” – Arte, Cultura e Solidarietà - Accademia Internazionale La Sponda, Roma, Itália;
- 2017 - 35° prêmio internazionale “FONTANE DI ROMA” – Arte, Cultura e Solidarietà - Accademia Internazionale La Sponda, Roma, Itália;[8]

## Controvérsias

### Entrevista à Folha de S.Paulo
Em outubro de 2016, logo após seu marido João Doria haver vencido a eleição para prefeito de São Paulo, Bia Doria concedeu entrevista à Folha de S.Paulo onde fez declarações como "Onde é isso? Não conheço." (sobre o Parque Augusta), "Quase nunca fui lá. É tipo um viaduto, né?" (sobre o Minhocão) e "Não adianta ter uma funcionária que chega no ateliê e tem problemas de nutrição." (sobre a desigualdade de classes). Bia também declarou que não utilizaria as ciclovias em São Paulo por considerá-las perigosas demais e que a Rua Avanhandava (em suas palavras, "vielinha torta onde fica a Famiglia Mancini") era o único lugar da cidade onde seria possível andar a pé "como em Nova Iorque". Apesar do tom elitista das afirmações, Bia Doria disse se dar bem com pessoas "mais humildes" e se comparou à Eva Perón. A entrevista foi feita dentro de seu Porsche Cayenne.

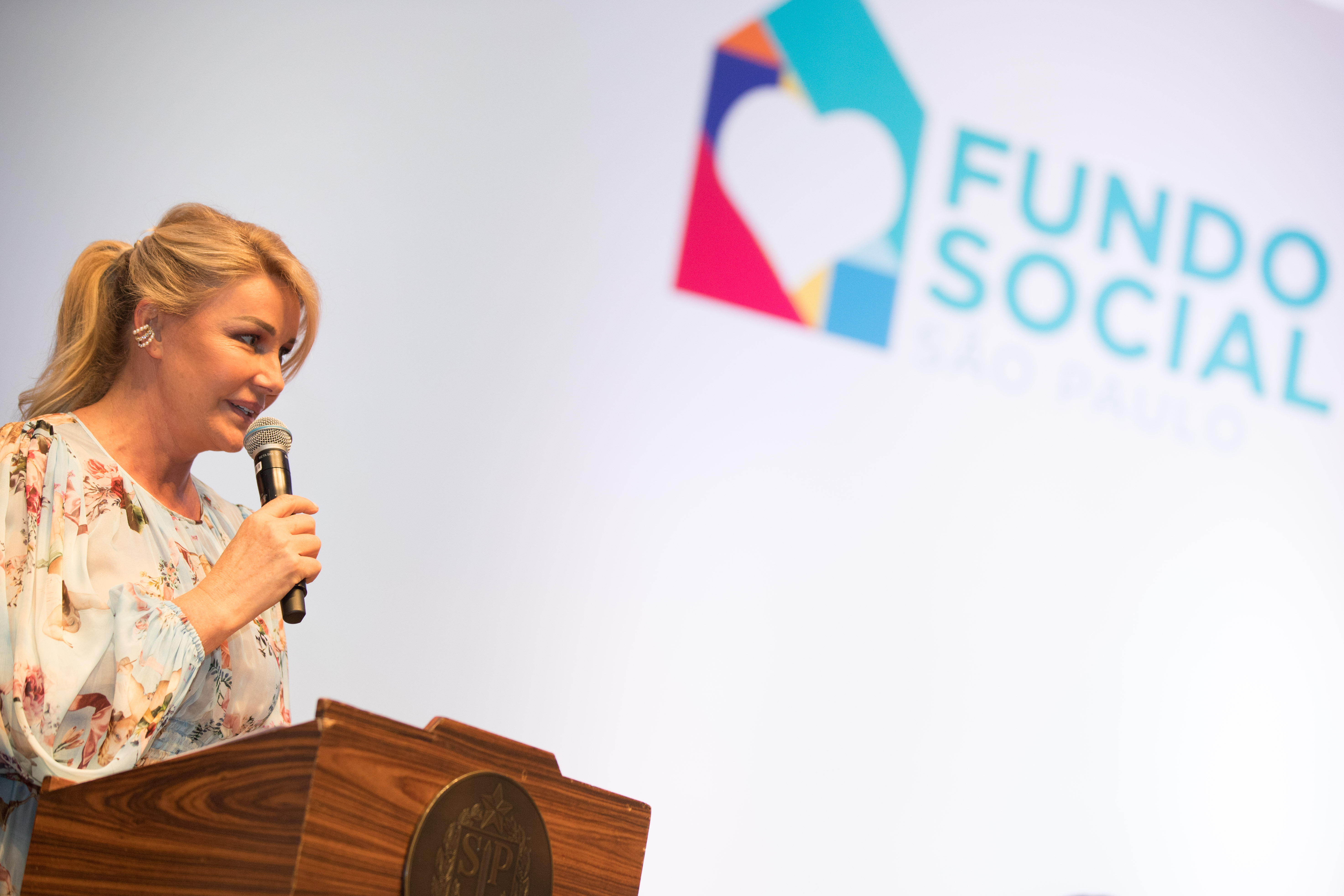
A primeira-dama de São Paulo, Bia Dória, participa de cerimônia do Fundo Social do estado de São Paulo.

A entrevista teve ampla repercussão negativa para sua imagem e a de seu marido. Bia teve seu site pessoal invadido no mesmo dia em que a entrevista foi publicada. Após o episódio, Bia Doria passou a evitar conceder novas entrevistas.

### Opinião sobre desabrigados
Bia Doria disse em uma entrevista à socialite Val Marchiori não ser correto ajudar moradores de rua com comida ou roupas, pois a rua hoje em dia é algo "atrativo" e seria uma forma das pessoas nessa condição se livrarem de responsabilidades. Após a repercussão negativa de sua fala, Bia falou que não foi interpretada contextualmente. Em entrevista ao Ponte Jornalismo, Júlio Lancellotti, que trabalha há 35 anos com pessoas em situação de rua, chamou a declaração de "cruel e desconsidera a história de cada um".